# Collen Warner
Collen Warner (Denver, Colorado, Estados Unidos; 24 de junio de 1988) es un futbolista estadounidense. Juega como mediocampista y su equipo actual es el Colorado Rapids de la Major League Soccer.

## Clubes
| Club                       | País           | Año           |
| -------------------------- | -------------- | ------------- |
| Real Salt Lake             | Estados Unidos | 2010-2011     |
| Montreal Impact            | Canadá         | 2012-2014     |
| Toronto FC                 | Canadá         | 2014-2015     |
| Houston Dynamo             | Estados Unidos | 2016          |
| Rio Grande Valley (cesión) | Estados Unidos | 2016          |
| Minnesota United           | Estados Unidos | 2017-2018     |
| FC Helsingør               | Dinamarca      | 2019          |
| Colorado Rapids            | Estados Unidos | 2020-presente |

## Palmarés

### Campeonatos nacionales
| Título                | Club            | País   | Año  |
| --------------------- | --------------- | ------ | ---- |
| Campeonato Canadiense | Montreal Impact | Canadá | 2013 |